# Patrik Jandák

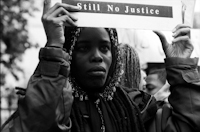
Londýn, Spojené království, 1998

Patrik Jandák (anglicky Patrik Jandak, * 1977, Malacky, Československo) je slovenský fotograf působící v Kanadě. Působil jako oficiální dvorní fotograf slovenských prezidentů Rudolfa Schustera a Ivana Gašparoviče.

## Dílo
Svou fotografickou kariéru začal jako asistent fotolaboratoře v Bratislavě po svém studiu v Anglii v roce 2001. Od prosince 2001 do června 2004 působil jako oficiální dvorní fotograf slovenského prezidenta Rudolfa Schustera a od června 2004 do dubna 2005 jako fotograf slovenského prezidenta Ivana Gašparoviče. V dubnu 2005 se přestěhoval do Kanady a jeho styl fotografií se přesunul od dokumentů na studiové portrétní snímky a fotografie aktů. Je zakladatelem a redaktorem fotografického měsíčníku PH magazine. Před odchodem do zahraničí vydal dvě fotografické knihy (V objektíve prezident se zaměřením na prezidenta Rudolfa Schustera a Pictures from England - snímky z Anglie).

## Osobní život
Narodil se jako mladší ze dvou bratrů rodičům Lydii a Stefanu Jandákovým v roce 1977 v Malackách. Původně studoval obor zemědělství, nejdříve na střední zemědělské škole ve městě Bernolákovo a pak na Slovenské zemědělské univerzitě v Nitře. Po prvním roce na univerzitě odešel do Anglie, kde si koupil svůj první fotoaparát. V roce 1998 začal studovat fotografii v Londýně. Během pobytu ve Spojeném království byl členem společnosti Windsor Photographic Society. V roce 2000 se vrátil na Slovensko a několik měsíců poté, co získal práci jako asistent ve fotografické laboratoři v Bratislavě, stal se oficiálním fotografem slovenského prezidenta. V dubnu 2005 se přestěhoval do kanadského Toronta, kde změnil dokumentární fotografii za studiový portrét a umělecký akt. V říjnu 2010 začal vydávat časopis PH magazine.

## Knihy
- V objektíve prezident (Focus on President) (vydal: PPB Bratislava 2004)[1]
- Pictures from England (vydal: Art Photo 2005)[2][3]

## Výstavy
- 2002 — Spomienky na Londýn, MM Galéria Piešťany, SR
- 2003 — The Holly Father in Slovakia, 3 visits of John Paul II, Vatikán - skupinová výstava
- 2006 — Contact Month of Photography Toronto Canada - skupinová výstava
- 2007 — fotografická tvorba reprezentovala Slovenskou republiku na Randevu in Business v Torontu
- 2010 — skupinová výstava během Bílé noci v Torontu

## Galerie

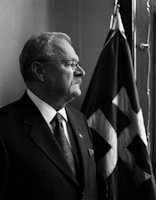
Ivan Gašparovič, prezident SR, 2004
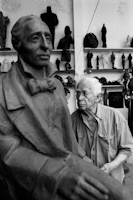
Tibor Bártfay v Bratislavě, 2004
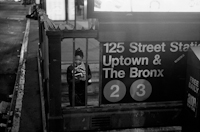
New York Harlem, 2010
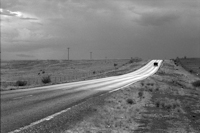
Historic Route 66 USA, 2011
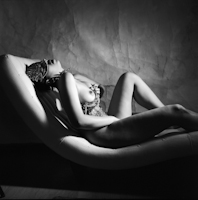
Private moment, 2011
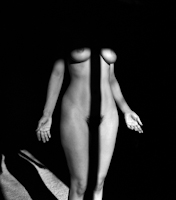
Here comes the sun, LA USA, 2011
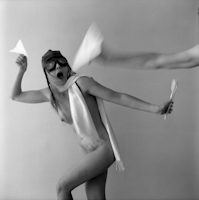
Chci být pilotem, 2010
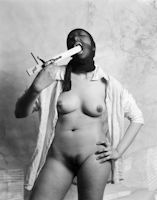
Ztrácím náboženství, 2011